# Amantino José Borges
Amantino José Borges (? - ?) foi um fazendeiro e político brasileiro.
Residente em Castro, no Paraná, era filho do juiz de paz e delegado de polícia, Joaquim José Borges.
Borges, foi nomeado funcionário da agência de correio de Castro em 1859. Foi alferes da 1ª companhia da guarda nacional da reserva de Castro, em 1860. Integrou a junta de qualificação de votantes de Castro em 1859. Tornou-se eleitor em Castro em 1863/1867; 1867/1868; 1869/1872; 1872/1874; Foi também suplente de juiz municipal em Castro entre 1866 e 1870, tenente-coronel em Castro em 1868, juiz municipal em Castro em 1871, juiz de paz em Castro de 1876 a 1877, suplente de juiz municipal em Castro em 1880 e presidente da junta revisora de alistamento militar da comarca de Castro em 1892. Foi ainda deputado provincial eleito em 1874.